# Papežská rada Cor Unum
Papežská rada Cor Unum (lat. Pontificium Consilium „Cor Unum“) je dikasterium římské kurie která má za úkol starat se o lidský a křesťanský rozvoj.

## Historie
Byla založena 15. července 1971 papežem Pavlem VI. Název „Cor Unum“ znamená „jedno srdce“, jméno bylo vysvětleno v promluvě papeže roku 1972. Její misií je "Péče katolické církve o chudé,
čímž se podpoří lidská sounáležitost a projevovat Ježíše ve všem". Provádí humanitární operace po katastrofách, podporuje charity, a podporuje spolupráci a koordinaci dalších katolických organizací.

## Zrušení
Dne 17. srpna 2016 zřídil papež František nové Dikasterium pro službu integrálnímu lidskému rozvoji, do nějž byla tato papežská rada včleněna a zanikla k 1. lednu 2017.

## Seznam předsedů
- Jean-Marie Villot (1971-1978)
- Bernardin Gantin (1978-1984)
- Roger Etchegaray (1984-1995)
- Paul Josef Cordes (1995-2010)
- Robert Sarah (2010-2014)

### Seznam vice-předsedů
- Ramón Torrella Cascante (1971-1975)
- Bernardin Gantin (1976-1978)
- Alfredo Bruniera (1978-1981)
- Alois Wagner (1981-1999)

## Seznam sekretářů
- Henri de Riedmatten, O.P. (1971-1979)
- Roger du Noyer, M.E.P. (1979-1988)
- Iván Antonio Marín López (1992-1997)
- Karel Kasteel (1998-2009)
- Giovanni Pietro Dal Toso (2010-2016)

### Seznam podsekretářů
- Lajos Kada (1972-1975)
- Roger du Noyer, M.E.P. (1975-1979)
- Henri Forest, S.J. (1979-1987)
- Iván Antonio Marín López (1987-1992)
- Karel Kasteel (1992-1998)
- Francisco Azcona San Martín (1998-2003)
- Giovanni Pietro Dal Toso (2004-2010)
- Segundo Tejado Muñoz (2011-2016)